# The Rape of the Lock

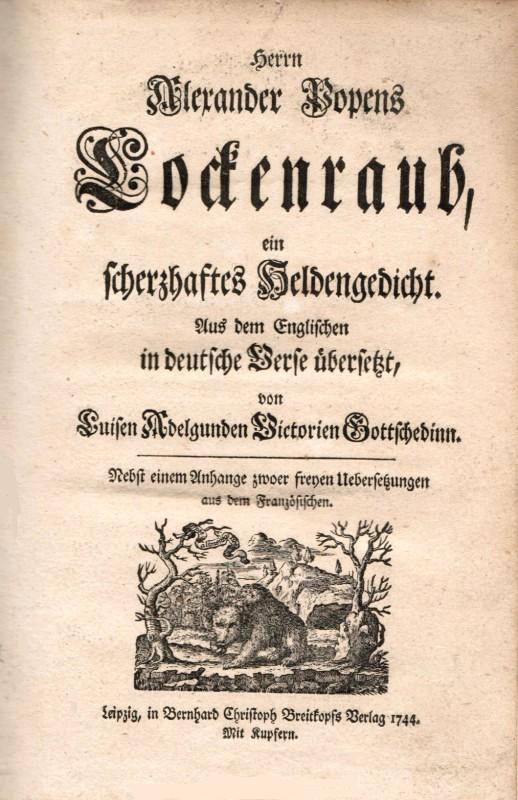
Frontispiz der deutschen Übersetzung von Luise Gottsched aus dem Jahr 1744

The Rape of the Lock (deutsch Der Lockenraub) ist ein pseudoheroisches, geschichtliches Gedicht (narrative poem) von Alexander Pope. Erstmals veröffentlicht wurde es in zwei Cantos im Mai 1712 in Lintot’s Miscellany. Eine korrigierte und auf fünf Cantos (794 Zeilen) erweiterte Neuauflage erfolgte unter Popes Namen am 2. März 1714. Nachdem Luise Adelgunde Victorie Kulmus, die Gattin Gottscheds, das Werk im 18. Jahrhundert ins Deutsche übersetzt hatte, erschien 1908 eine deutsche Übersetzung von R. A. Schröder.

## Das Gedicht

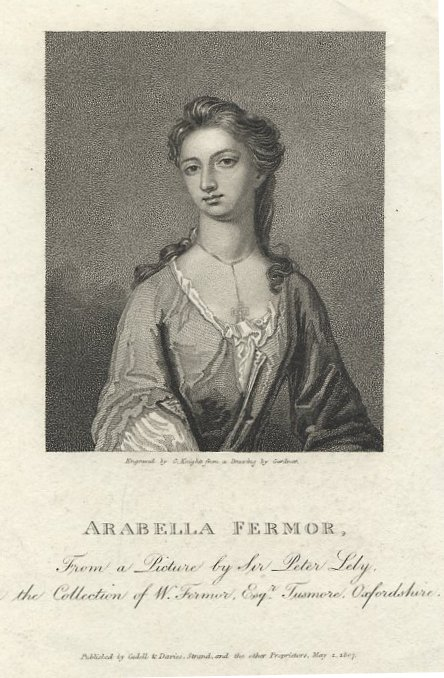
Arabella Fermor, Druck aus dem 19. Jh. nach einem Porträt von Sir Peter Lely

Das Gedicht verspottet eine belanglose Plänkelei, indem es sie mit der epischen Welt der Götter vergleicht. Es basierte auf einem Vorfall, von dem Popes Freund John Caryll erzählte: Arabella Fermor und ihr Verehrer, Lord Robert Petre (7th Baron Petre), stammten beide aus aristokratisch-katholischen Familien, und das in einer Zeit, in welcher der Katholizismus in England gesetzlich verboten war. Petre, der Arabella leidenschaftlich begehrte, hatte ohne Erlaubnis eine Locke ihres Haars abgeschnitten. Der hierauf folgende Streit führte zu einem Bruch zwischen den beiden Familien. Pope schrieb das Gedicht auf Bitten seines Freundes hin, um zu versuchen, „die beiden lustig zu verbinden“. Er benutzte die Figur der Belinda für Arabella und führte ein ganzes System von „Sylphen“ ein, Schutzgeister der Jungfrauen, eine Persiflage der Götter und Göttinnen herkömmlicher Epen.
Popes Gedicht verspottet die Traditionen klassischer Epen: Die Entführung der Helena wird hier zum Diebstahl einer Haarlocke; die Götter werden zu winzigen Sylphen und der Schild des Achilles wird zu einem von Belindas Unterröcken. Pope benutzt auch die epischen Mittel der Beschwörung, der Klage, des Ausrufens und des Vergleichs. In einigen Fällen fügt er der Imitation noch eine Parodie hinzu, indem er dem Rahmen von tatsächlichen Reden in Homers Ilias folgt. Obwohl das Gedicht zuweilen recht lustig ist, hält Pope das Gefühl aufrecht, Schönheit sei zerbrechlich, und der Verlust einer Haarlocke trifft Belinda tief. Wie sein einleitender Brief deutlich macht, sollten Frauen in dieser Zeit im Wesentlichen eher schön als vernünftig sein und der Verlust der Schönheit war eine ernste Angelegenheit.
Der Humor des Gedichts kommt aus dem Sturm im Wasserglas der Eitelkeit, ausgedrückt in der aufwendigen, förmlichen Wortstruktur eines epischen Gedichts.
Drei der Uranusmonde sind nach Figuren aus The Rape of the Lock benannt: Belinda, Umbriel und Ariel. Letzterer tauchte allerdings schon vorher in Shakespeares Der Sturm auf.

## Widmung
Zur zweiten Ausgabe fügte Pope folgende Widmung hinzu:
To Mrs. Arabella Fermor
Madam,
It will be in vain to deny that I have some regard for this piece, since I dedicate it to You. Yet you may bear me witness, it was intended only to divert a few young Ladies, who have good sense and good humour enough to laugh not only at their sex’s little unguarded follies, but at their own. But as it was communicated with the air of a secret, it soon found its way into the world. An imperfect copy having been offered to a Bookseller, you had the good nature for my sake to consent to the publication of one more correct: This I was forced to, before I had executed half my design, for the Machinery was entirely wanting to complete it. 
The Machinery, Madam, is a term invented by the Critics, to signify that part which the Deities, Angels, or Dæmons are made to act in a poem: For the ancient poets are in one respect like many modern ladies: let an action be never so trivial in itself, they always make it appear of the utmost importance. These Machines I determined to raise on a very new and odd foundation, the Rosicrucian doctrine of Spirits. 
I know how disagreeable it is to make use of hard words before a lady; but ’tis so much the concern of a poet to have his works understood and particularly by your sex, that you must give me leave to explain two or three difficult terms.
The Rosicrucians are a people I must bring you acquainted with. The best account I know of them is in a French book called Le Comte de Gabalis, which both in its title and size is so like a novel, that many of the fair sex have read it for one by mistake. According to these gentlemen, the four elements are inhabited by spirits, which they call Sylphs, Gnomes, Nymphs, and Salamanders. The Gnomes or Dæmons of Earth delight in mischief; but the Sylphs, whose habitation is in the air, are the best-conditioned creatures imaginable. For they say, any mortals may enjoy the most intimate familiarities with these gentle spirits, upon a condition very easy to all true adepts, an inviolate preservation of Chastity.
As to the following Cantos, all the passages of them are as fabulous as the Vision at the beginning or the Transformation at the end; (except the loss of your Hair, which I always mention with reverence). The human persons are as fictitious as the airy ones, and the character of Belinda, as it is now managed, resembles you in nothing but in Beauty.
If this poem had as many graces as there are in your person, or in your mind, yet I could never hope it should pass through the world half so uncensured as you have done. But let its fortune be what it will, mine is happy enough, to have given me this occasion of assuring you that I am, with the truest esteem,
Madam,
Your most obedient, Humble Servant,
A. Pope

## Ausgaben
- The Rape of the Lock, contained in Miscellaneous Poems and Translations. Verlag Bernard Lintott, London 1712.
- Lockenraub, ein scherzhaftes Heldengedicht. Aus dem Englischen übersetzt von Luise Adelgunde Victorie Gottsched. Breitkopf Verlag, Leipzig 1744.